# Табановце
Таба́новце (мак. Табановце) — село у Північній Македонії, входить до складу общини Куманово Північно-Східного регіону.
Село розташоване за 8 км на північ від міста Куманово неподалік від кордону із Сербією. Діють автомобільний та залізничний пункти пропуску через державний кордон. Населення займається переважно землеробством та скотарством.
Населення — 910 осіб (перепис 2002) в 249 господарствах.

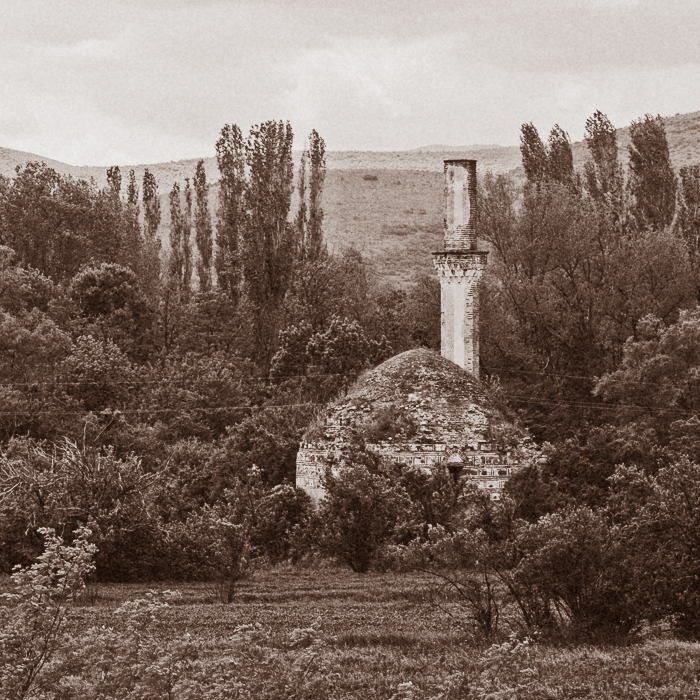
Стара мечеть
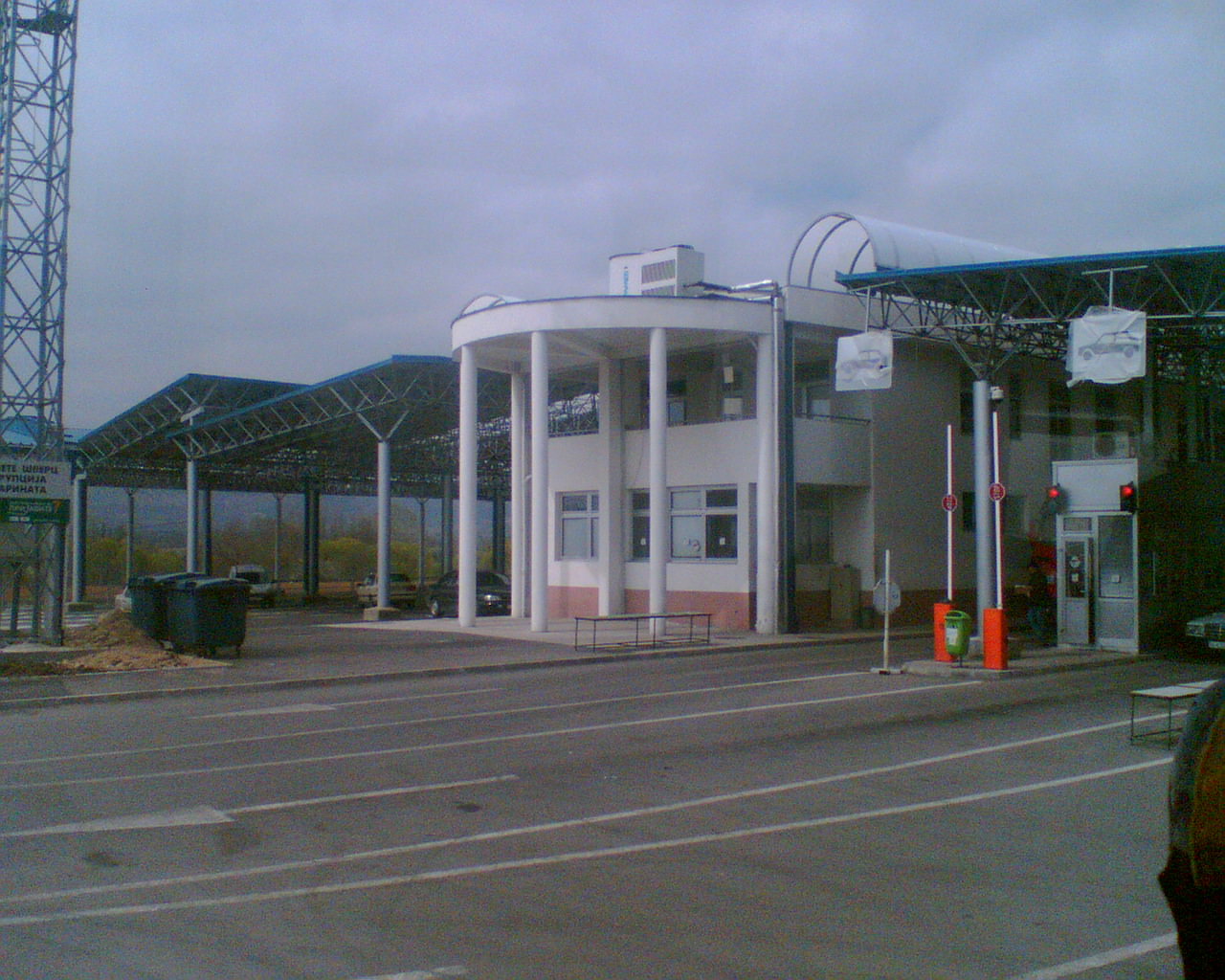
Автомобільний пункт пропуску
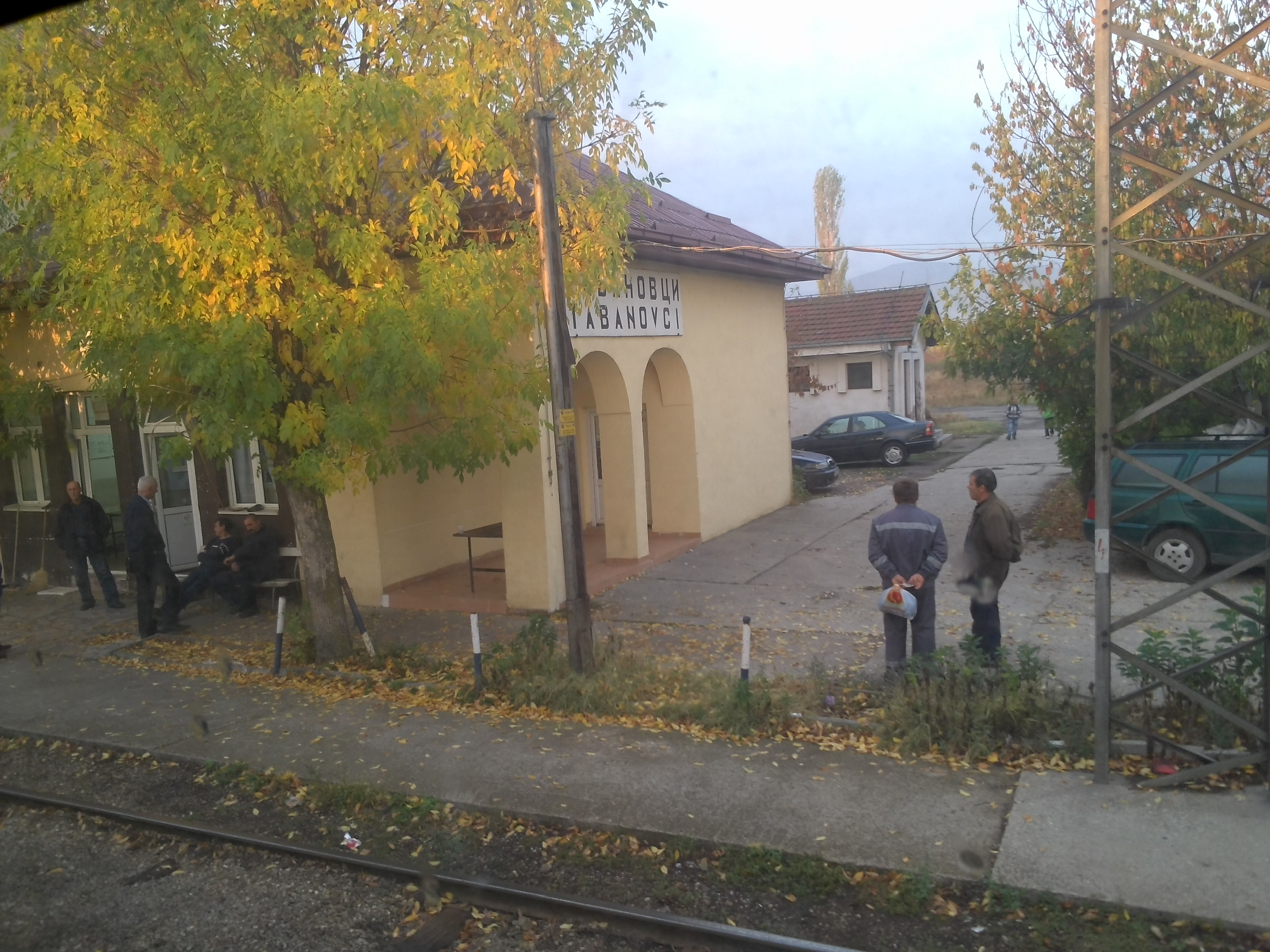
Залізнична станція «Табановці»